# Australië op de Olympische Zomerspelen 1980
Australië nam deel aan de Olympische Zomerspelen 1980 in Moskou, Sovjet-Unie, maar deed dat onder de olympische vlag. 
Dat niet onder eigen vlag werd deelgenomen had te maken met de door de VS opgezette boycot tegen deelname in Rusland, vanwege de Russische inval in Afghanistan.  

## Medaillewinnaars
| Sport     | Olympiër                                            | Discipline            | Medaille |
| --------- | --------------------------------------------------- | --------------------- | -------- |
| Zwemmen   | Neil Brooks Peter Evans Glenn Patching Mark Tonelli | 4x100m wisselslag (m) | Goud     |
| Zwemmen   | Michelle Ford                                       | 800m vrije slag (v)   | Goud     |
|           |                                                     |                       |          |
| Atletiek  | Rick Mitchell                                       | 400m (m)              | Zilver   |
| Kanovaren | John Sumegi                                         | K-1 500m (m)          | Zilver   |
|           |                                                     |                       |          |
| Zwemmen   | Graeme Brewer                                       | 200m vrije slag (m)   | Brons    |
| Zwemmen   | Max Metzker                                         | 1500m vrije slag (m)  | Brons    |
| Zwemmen   | Mark Kerry                                          | 200m rugslag (m)      | Brons    |
| Zwemmen   | Peter Evans                                         | 100m schoolslag (m)   | Brons    |
| Zwemmen   | Michelle Ford                                       | 200m vlinderslag (v)  | Brons    |

## Deelnemers en resultaten

### Atletiek
| Olympiër            | Discipline             | Resultaat | Prestatie |
| ------------------- | ---------------------- | --------- | --- |
| Rick Mitchell       | 400m (m)               | Zilver    | serie 3: 3e in 46,63 kwartfinale 1: 1e in 45,73 halve finale 1: 2e in 45,48 finale: 2e in 44,84 |
| Steve Austin        | 5000m (m)              | 18e       | serie 2: 7e in 13.43,2 halve finale 2: 11e in 13.47,6 |
| Dave Fitzsimons     | 5000m (m)              | 21e       | serie 1: 7e in 13.46,4 halve finale 1: 10e in 13.58,3 |
| Steve Austin        | 10000m (m)             | 21e       | serie 1: 5e in 29.45,2 |
| Gerard Barrett      | 10000m (m)             | DNS       | serie 2: niet gestart |
| Bill Scott          | 10000m (m)             | 9e        | serie 3: 3e in 28.58,70 finale: 9e in 28.15,08 |
| Gerard Barrett      | marathon (m)           | DNF       | niet gefinisht |
| Robert de Castella  | marathon (m)           | 10e       | 2:14.31 |
| Chris Wardlaw       | marathon (m)           | 28e       | 2:20.42 |
| Dave Smith          | 20 kilometer (m)       | DSQ       | gediskwalificeerd |
| Willi Sawall        | 50km snelwandelen (m)  | 8e        | 4:08.25 |
| Dave Smith          | 50km snelwandelen (m)  | DNF       | niet gefinisht |
| Gary Honey          | verspringen (m)        | 23e       | kwalificatie groep B: 7e met 7,44m |
| Ian Campbell        | hink-stap-springen (m) | 5e        | kwalificatie groep A: 1e met 17,02m finale: 5e met 16,72m |
| Ken Lorraway        | hink-stap-springen (m) | 8e        | kwalificatie groep B: 1e met 16,80m finale: 8e met 16,44m |
| Gary Honey          | kogelslingeren (m)     | 13e       | kwalificatie: 13e met 69,16m |
| Peter Hadfield      | tienkamp (m)           | 13e       | 100m: 3e in 11,04 (795 punten) verspringen: 7e met 7,36m (893 punten) kogelstoten: 16e met 13,34m (686 punten) hoogspringen: 17e met 1,85m (725 punten) 400m: 2e in 48,40 (879 punten) 110m horden: 12e met 15,18m (830 punten) discuswerpen: 7e met 45,08m (783 punten) polsstokhoogspringen: 11e met 4,40m (909 punten) speerwerpen: 13e met 56,12m (713 punten) 1500m: 12e in 4.44,7 (496 punten) totaal: 7709 punten |
|                     |                        |           | |
| Denise Boyd         | 100m (v)               | 11e       | serie 2: 2e in 11,56 kwartfinale 1: 4e in 11,35 halve finale 2: 8e in 11,44 |
| Debbie Wells        | 100m (v)               | 21e       | serie 5: 5e in 11,72 kwartfinale 2: 7e in 11,66 |
| Denise Boyd         | 200m (v)               | 7e        | serie 3: 5e in 22,91 halve finale 2: 3e in 22,80 finale: 7e in 22,76 |
| Christine Stanton   | hoogspringen (v)       | 6e        | kwalificatie groep B: 2e met 1,88 finale: 6e met 1,91m |
| Gael Mulhall-Martin | kogelstoten (v)        | 12e       | finale: 12e met 18,00m |
| Gael Mulhall-Martin | discuswerpen (v)       | 15e       | kwalificatie: 15e met 54,90m |
| Pam Matthews        | speerwerpen (v)        | 16e       | |
| Petra Rivers        | speerwerpen (v)        | 15e       | |

### Basketbal
| Olympiër | Discipline | Resultaat | Prestatie |
| --- | ---------- | --------- | --- |
| Peter Ali Stephen Breheny Perry Crosswhite Mel Dalgleish Ian Davies Gordon McLeod Danny Morseau Les Riddle Larry Sengstock Phil Smyth Michael Tucker Peter Walsh | mannen     | 8e        | groepsfase: 3e V van Cuba: 76-83 W van Italië: 84-77 W van Zweden: 64-55 7-12e plek: 2e W van Tsjecho-Slowakije: 91-86 V van Polen: 74-101 W van Senegal: 95-64 W van India: 93-75 |

| Groep C |           |             |             |             |            |            |            |        |
| #       | Land      | Wedstrijden | Wedstrijden | Wedstrijden | Doelpunten | Doelpunten | Doelpunten | Punten |
| #       | Land      | G           | W           | V           | V          | T          | Saldo      | Punten |
| 1       | Italië    | 3           | 2           | 1           | 248        | 233        | +15        | 5      |
| 2       | Cuba      | 3           | 2           | 1           | 226        | 214        | +12        | 5      |
| 3       | Australië | 3           | 2           | 1           | 224        | 215        | +9         | 5      |
| 4       | Zweden    | 3           | 0           | 3           | 191        | 227        | -36        | 3      |

| Ronde      | Datum  | Plaats    | Land  | Score     | Land |
| ---------- | ------ | --------- | ----- | --------- | ---- |
| Groepsfase |        |           |       |           |      |
| 20 juli    | Moskou | Cuba      | 83-76 | Australië |      |
| 21 juli    | Moskou | Italië    | 77-84 | Australië |      |
| 23 juli    | Moskou | Australië | 64-55 | Zweden    |      |

| 7-12e plek |                   |             |             |             |            |            |            |        |
| #          | Land              | Wedstrijden | Wedstrijden | Wedstrijden | Doelpunten | Doelpunten | Doelpunten | Punten |
| #          | Land              | G           | W           | V           | V          | T          | Saldo      | Punten |
| 1          | Polen             | 5           | 4           | 1           | 453        | 359        | +94        | 9      |
| 2          | Australië         | 5           | 4           | 1           | 417        | 381        | +35        | 9      |
| 3          | Tsjecho-Slowakije | 5           | 3           | 2           | 474        | 377        | +97        | 8      |
| 4          | Zweden            | 5           | 3           | 2           | 375        | 341        | +34        | 8      |
| 5          | Senegal           | 5           | 1           | 4           | 345        | 396        | -51        | 6      |
| 6          | India             | 5           | 0           | 5           | 329        | 539        | -210       | 5      |

| Ronde      | Datum  | Plaats    | Land   | Score             | Land |
| ---------- | ------ | --------- | ------ | ----------------- | ---- |
| Groepsfase |        |           |        |                   |      |
| 25 juli    | Moskou | Australië | 91-86  | Tsjecho-Slowakije |      |
| 26 juli    | Moskou | Australië | 74-101 | Polen             |      |
| 27 juli    | Moskou | Senegal   | 64-95  | Australië         |      |
| 28 juli    | Moskou | India     | 75-93  | Australië         |      |

### Boksen
| Olympiër     | Discipline | Resultaat | Prestatie                                                         |
| ------------ | ---------- | --------- | ----------------------------------------------------------------- |
| Norm Stevens | -60kg (m)  | 17e       | 1e ronde: V van YUG Tumbas: 1-4                                   |
| Benny Pike   | -81kg (m)  | 5e        | 1e ronde: W van CGO Wamba kwartfinale: V van GDR Bauch: knock-out |

### Boogschieten
| Olympiër       | Discipline      | Resultaat | Prestatie                                                                       |
| -------------- | --------------- | --------- | ------------------------------------------------------------------------------- |
| Scott Dumbrell | individueel (m) | 26e       | 1e ronde: 27e met 1142 punten 2e ronde: 25e met 1129 punten totaal: 2271 punten |
|                |                 |           |                                                                                 |
| Terene Donovan | individueel (m) | 26e       | 1e ronde: 10e met 1172 punten 2e ronde: 10e met 1171 punten totaal: 2343 punten |
| Carole Toy     | individueel (m) | 15e       | 1e ronde: 17e met 1123 punten 2e ronde: 14e met 1162 punten totaal: 2285 punten |

### Gewichtheffen
| Olympiër          | Discipline  | Resultaat | Prestatie                                                     |
| ----------------- | ----------- | --------- | ------------------------------------------------------------- |
| Lorenzo Orsini    | -56kg (m)   | 16e       | trekken: 19e met 95kg stoten: 16e met 125kg totaal: 220kg     |
| Basilios Stellios | -67,5kg (m) | 11e       | trekken: 13e met 122,5kg stoten: 9e met 160kg totaal: 282,5kg |
| Robert Kabbas     | -82,5kg (m) | DNF       | trekken: 11e met 142,5kg stoten: geen geldige poging          |
| Luigi Fratangelo  | -90kg (m)   | DNF       | trekken: 12e met 142,5kg stoten: geen geldige poging          |
| Donald Mitchell   | -110kg (m)  | 7e        | trekken: 7e met 162,5kg stoten: 9e met 190kg totaal: 352,5kg  |

### Judo
| Olympiër       | Discipline | Resultaat | Prestatie                                                |
| -------------- | ---------- | --------- | -------------------------------------------------------- |
| Michael Young  | -65kg (m)  | 13e       | 1e ronde: W van ZAM Mwahza 2e ronde: V van GDR Reissmann |
| Michael Picken | -71kg (m)  | 7e        |                                                          |
| Mark Carew     | -86kg (m)  | 19e       |                                                          |

### Kanovaren
| Olympiër                                         | Discipline    | Resultaat | Prestatie                                                                  |
| ------------------------------------------------ | ------------- | --------- | -------------------------------------------------------------------------- |
| John Sumegi                                      | K-1 500m (m)  | Zilver    | serie 3: 1e in 1.44,45 halve finale 3: 1e in 1.46,11 finale: 2e in 1.44,12 |
| John Sumegi                                      | K-1 1000m (m) | 4e        | serie 2: 3e in 3.47,60 halve finale 3: 2e in 3.54,28 finale: 4e in 3.50,63 |
| Barry Kelly Robert Lee                           | K-2 500m (m)  | 5e        | serie 1: 2e in 1.36,31 halve finale 3: 2e in 1.36,63 finale: 5e in 1.36,81 |
| Crosbie Baulch Barry Kelly Robert Lee Ken Vidler | K-4 1000m (m) | 8e        | serie 2: 3e in 3.10,49 finale: 8e in 3.19,87                               |

### Moderne vijfkamp
| Olympiër      | Discipline | Resultaat | Prestatie |
| ------------- | ---------- | --------- | --- |
| Robert Barrie | mannen     | 37e       | paardrijden: 14e met 1062 punten schermen: 39e met 610 punten schietsport: 38e met 846 punten zwemmen: 26e met 1124 punten atletiek: 26e met 1054 punten totaal: 4696 punten |

### Roeien
| Olympiër | Discipline      | Resultaat | Prestatie                                                                                                |
| --- | --------------- | --------- | --- |
| John Bolt Robert Lang | twee-zonder (m) | 10e       | serie 2: 5e in 7.50,05 herkansingen: 3e in 7.13,24 halve finale 2: 6e in 7.11,76 finale B: 4e in 6.59,13 |
| Bill Dankbaar David England Stephen Handley Islay Lee James Lowe Brian Richardson Tim Willoughby Andrew Withers Tim Young | acht (m)        | 5e        | serie 2: 3e in 7.50,05 herkansingen: 1e in 5.45,04 finale: 5e in 5.56,74                                 |
| |                 |           | |
| Anne Chirnside Sally Harding Susie Palfreyman Pam Westendorf Verna Westwood                                               | vier-met (v)    | 5e        | serie 1: 3e in 3.34,08 herkansingen: 3e in 3.26,77 finale: 5e in 3.26,37                                 |

### Schermen
| Olympiër       | Discipline | Resultaat | Prestatie                                             |
| -------------- | ---------- | --------- | ----------------------------------------------------- |
| Greg Benko     | degen (m)  | 17e       | 1e ronde groep H: 2e (4-1) 2e ronde groep C: 5e (2-3) |
| Greg Benko     | floret (m) | 9e        | 1e ronde groep B: 1e (3-1) 2e ronde groep A: 4e (2-3) |
|                |            |           |                                                       |
| Mitzi Ferguson | floret (v) | 22e       | 1e ronde groep E: 3e (3-2) 2e ronde groep C: 6e (0-5) |
| Helen Smith    | floret (v) | 25e       | 1e ronde groep D: 5e (2-3)                            |

### Schietsport
| Olympiër        | Discipline              | Resultaat | Prestatie                          |
| --------------- | ----------------------- | --------- | ---------------------------------- |
| Yvonne Hill     | 50km geweer liggend (m) | 11e       | 596 punten: (99-100-100-100-99-98) |
| David Hollister | 50km geweer liggend (m) | 15e       | 595 punten: (99-100-99-99-100-98)  |

### Schoonspringen
| Olympiër          | Discipline    | Resultaat | Prestatie                                                                              |
| ----------------- | ------------- | --------- | -------------------------------------------------------------------------------------- |
| Steve Foley       | 3m plank (m)  | 11e       | kwalificatie: 11e met 521,82 punten                                                    |
| Kenneth Grove     | 3m plank (m)  | 15e       | kwalificatie: 15e met 491,94 punten                                                    |
| Steve Foley       | 10m toren (m) | 16e       | kwalificatie: 16e met 427,44 punten                                                    |
| Kenneth Grove     | 10m toren (m) | 12e       | kwalificatie: 12e met 447,12 punten                                                    |
|                   |               |           |                                                                                        |
| Jennifer Donnet   | 3m plank (v)  | 18e       | kwalificatie: 18e met 376,77 punten                                                    |
| Valerie McFarlane | 3m plank (v)  | 6e        | kwalificatie: 7e met 413,97 punten finale: 6e met 444,06 punten totaal: 651,045 punten |
| Jennifer Donnet   | 10m toren (v) | 17e       | kwalificatie: 17e met 264,00 punten                                                    |
| Valerie McFarlane | 10m toren (v) | 7e        | kwalificatie: 7e met 333,57 punten finale: 7e met 333 punten totaal: 499,789 punten    |

### Turnen
| Olympiër        | Discipline               | Resultaat | Prestatie     |
| --------------- | ------------------------ | --------- | ------------- |
| Lindsay Nylund  | vloer (m)                | 59e       |               |
| Lindsay Nylund  | sprong (m)               | 54e       |               |
| Lindsay Nylund  | rekstok (m)              | 53e       |               |
| Lindsay Nylund  | brug (m)                 | 47e       |               |
| Lindsay Nylund  | ringen (m)               | 53e       |               |
| Lindsay Nylund  | paard voltige (m)        | 60e       |               |
| Lindsay Nylund  | meerkamp individueel (m) | 34e       | 54,575 punten |
|                 |                          |           |               |
| Kerry Bayliss   | vloer (v)                | 54e       |               |
| Kerry Bayliss   | sprong (v)               | 59e       |               |
| Kerry Bayliss   | brug (v)                 | 50e       |               |
| Kerry Bayliss   | balk (v)                 | 56e       |               |
| Kerry Bayliss   | meerkamp individueel (v) | 33e       | 35,275 punten |
| Marina Sulicich | vloer (v)                | 49e       |               |
| Marina Sulicich | sprong (v)               | 55e       |               |
| Marina Sulicich | brug (v)                 | 45e       |               |
| Marina Sulicich | balk (v)                 | 53e       |               |
| Marina Sulicich | meerkamp individueel (v) | 32e       | 35,800 punten |

### Waterpolo
| Olympiër | Discipline | Resultaat | Prestatie |
| --- | ---------- | --------- | --- |
| Robert Bryant Martin Callaghan Anthony Falson Randall Goff Andrew Kerr Peter Montgomery Julian Muspratt David Neesham Andrew Steward Charles Turner Michael Turner | mannen     | 7e        | groepsfase: 3e W van Bulgarije: 9-5 V van Cuba: 4-6 V van Joegoslavië: 2-9 groep 2 7-12e plek: 1e W van Bulgarije: 8-5 G tegen Roemenië: 4-4 W van Griekenland: 4-2 W van Zweden: 9-4 W van Italië: 5-4 |

| Groep C |             |             |             |             |             |        |        |        |        |
| #       | Land        | Wedstrijden | Wedstrijden | Wedstrijden | Wedstrijden | Punten | Punten | Punten | Punten |
| #       | Land        | G           | W           | G           | V           | V      | T      | Saldo  | Punten |
| 1       | Joegoslavië | 3           | 2           | 1           | 0           | 24     | 10     | +14    | 5      |
| 2       | Cuba        | 3           | 2           | 1           | 0           | 19     | 11     | +8     | 5      |
| 3       | Australië   | 3           | 1           | 0           | 2           | 15     | 20     | -5     | 2      |
| 4       | Bulgarije   | 3           | 0           | 0           | 3           | 8      | 25     | -17    | 0      |

| Ronde      | Datum  | Plaats      | Land | Score     | Land |
| ---------- | ------ | ----------- | ---- | --------- | ---- |
| Groepsfase |        |             |      |           |      |
| 20 juli    | Moskou | Australië   | 9-5  | Bulgarije |      |
| 21 juli    | Moskou | Australië   | 4-6  | Cuba      |      |
| 22 juli    | Moskou | Joegoslavië | 9-2  | Australië |      |

| Groep 7-12e plaats |             |             |             |             |             |        |        |        |        |
| #                  | Land        | Wedstrijden | Wedstrijden | Wedstrijden | Wedstrijden | Punten | Punten | Punten | Punten |
| #                  | Land        | G           | W           | G           | V           | V      | T      | Saldo  | Punten |
| 1                  | Australië   | 5           | 4           | 1           | 0           | 30     | 19     | +11    | 9      |
| 2                  | Italië      | 5           | 4           | 0           | 1           | 26     | 18     | +8     | 8      |
| 3                  | Roemenië    | 5           | 3           | 1           | 1           | 36     | 26     | +10    | 7      |
| 4                  | Griekenland | 5           | 2           | 0           | 3           | 28     | 28     | 0      | 4      |
| 5                  | Zweden      | 5           | 1           | 0           | 4           | 23     | 40     | -17    | 2      |
| 6                  | Bulgarije   | 5           | 0           | 0           | 5           | 25     | 37     | -12    | 0      |

| Ronde      | Datum  | Plaats      | Land | Score     | Land |
| ---------- | ------ | ----------- | ---- | --------- | ---- |
| Groepsfase |        |             |      |           |      |
| 24 juli    | Moskou | Australië   | 8-5  | Bulgarije |      |
| 25 juli    | Moskou | Roemenië    | 4-4  | Australië |      |
| 26 juli    | Moskou | Griekenland | 2-4  | Australië |      |
| 28 juli    | Moskou | Zweden      | 4-9  | Australië |      |
| 29 juli    | Moskou | Italië      | 4-5  | Australië |      |

### Wielersport
| Olympiër                                                   | Discipline                    | Resultaat | Prestatie |
| Baan                                                       | Baan                          | Baan      | Baan |
| ---------------------------------------------------------- | ----------------------------- | --------- | --- |
| Kenrick Tucker                                             | sprint (m)                    | 7e        | 1e ronde serie 9: W van NED Veldt: 11,35 2e ronde serie 7: W van POL Benedykt Kocot: 10,93 3e ronde: V van URS Kopylov 3e ronde herkansingen: W van DEN Salée/ GUY Joseph: 11,49 kwartfinale 2: V van TCH Tkáč: 0-2 |
| Kenrick Tucker                                             | tijdrit (m)                   | 10e       | 1.07,709 |
| Kelvin Poole                                               | individuele achtervolging (m) | 9e        | kwalificatie: 9e in 4.49,71 |
| Colin Fitzgerald Kevin Nichols                             | ploegenachtervolging (m)      | 6e        | kwalificatie: 8e in 4.21,076 kwartfinale 4: V van Sovjet-Unie: 4.22,02 |
| Weg                                                        |                               |           | |
| Kevin Bradshaw                                             | wegwedstrijd (m)              | DNF       | niet gefinisht |
| Remo Sansonetti                                            | wegwedstrijd (m)              | DNF       | niet gefinisht |
| Graham Seers                                               | wegwedstrijd (m)              | DNF       | niet gefinisht |
| Michael Wilson                                             | wegwedstrijd (m)              | 25e       | 4:57.38,9 |
| Kevin Bradshaw Remo Sansonetti David Scarfe Michael Wilson | ploegentijdrit (m)            | 11e       | 2:08.25,2 |

### Worstelen
| Olympiër          | Discipline  | Resultaat   | Prestatie |
| Vrije stijl       | Vrije stijl | Vrije stijl | Vrije stijl |
| ----------------- | ----------- | ----------- | --- |
| Cris Brown        | -57kg (m)   | 13e         | 1e ronde: V van PRK Ho-Pyong 2e ronde: V van POL Kończak                                                         |
| Zsigmond Kelevitz | -68kg (m)   | 14e         | 1e ronde: V van YUG Sejdi 2e ronde: V van FIN Rauhala                                                            |
| Mick Pikos        | -90kg (m)   | 8e          | 1e ronde: W van CMR Biloa 2e ronde: W van IND Singh 3e ronde: V van POL Cichoń 4e ronde: V van MGL Tserentogtokh |

### Zwemmen
| Olympiër                                                      | Discipline            | Resultaat | Prestatie                                                            |
| ------------------------------------------------------------- | --------------------- | --------- | -------------------------------------------------------------------- |
| Graeme Brewer                                                 | 100m vrije slag (m)   | 8e        | serie 2: 4e in 52,59 halve finale 1: 3e in 51,91 finale: 8e in 52,22 |
| Neil Brooks                                                   | 100m vrije slag (m)   | 14e       | serie 2: 2e in 52,11 halve finale 2: 7e in 52,70                     |
| Mark Tonelli                                                  | 100m vrije slag (m)   | 10e       | serie 5: 3e in 52,04 halve finale 1: 5e in 52,17                     |
| Graeme Brewer                                                 | 200m vrije slag (m)   | Brons     | serie 6: 2e in 1.51,92 finale: 3e in 1.51,60                         |
| Ron McKeon                                                    | 200m vrije slag (m)   | 5e        | serie 4: 2e in 1.52,66 finale: 5e in 1.52,60                         |
| Graeme Brewer                                                 | 400m vrije slag (m)   | 9e        | serie 1: 2e in 3.57,19                                               |
| Ron McKeon                                                    | 400m vrije slag (m)   | 8e        | serie 2: 2e in 3.55,77 finale: 8e in 3.57,00                         |
| Max Metzker                                                   | 400m vrije slag (m)   | 7e        | serie 3: 2e in 3.56,42 finale: 7e in 3.56,87                         |
| Max Metzker                                                   | 1500m vrije slag (m)  | Brons     | serie 2: 3e in 15.21,63 finale: 3e in 15.14,49                       |
| Mark Kerry                                                    | 100m rugslag (m)      | 9e        | serie 5: 3e in 58,08 halve finale 2: 3e in 58,07                     |
| Glenn Patching                                                | 100m rugslag (m)      | 16e       | serie 4: 1e in 58,30 halve finale 2: 8e in 1.00,31                   |
| Mark Tonelli                                                  | 100m rugslag (m)      | 7e        | serie 2: 1e in 58,66 halve finale 1: 2e in 57,89 finale: 7e in 57,98 |
| Mark Kerry                                                    | 200m rugslag (m)      | Brons     | serie 3: 1e in 2.03,60 finale: 3e in 2.03,14                         |
| Paul Moorfoot                                                 | 200m rugslag (m)      | 8e        | serie 2: 1e in 2.04,87 finale: 8e in 2.06,15                         |
| Mark Tonelli                                                  | 200m rugslag (m)      | 15e       | serie 4: 3e in 2.07,04                                               |
| Peter Evans                                                   | 100m schoolslag (m)   | Brons     | serie 2: 2e in 1.04,55 finale: 3e in 1.03,96                         |
| Lindsay Spencer                                               | 100m schoolslag (m)   | 6e        | serie 2: 3e in 1.04,78 finale: 6e in 1.05,04                         |
| Peter Evans                                                   | 200m schoolslag (m)   | 12e       | serie 1: 4e in 2.26,62                                               |
| Lindsay Spencer                                               | 200m schoolslag (m)   | 5e        | serie 2: 2e in 2.21,08 finale: 5e in 2.19,68                         |
| Paul Moorfoot                                                 | 200m vlinderslag (m)  | 12e       | serie 4: 5e in 2.05,69                                               |
| Paul Moorfoot                                                 | 400m wisselslag (m)   | 16e       | serie 2: 5e in 4.34,28                                               |
| Graeme Brewer Mark Kerry Ron McKeon Max Metzker Mark Tonelli  | 4x200m vrije slag (m) | 7e        | serie 2: 3e in 7.34,06 finale: 7e in 7.30,82                         |
| Neil Brooks Peter Evans Glenn Patching Mark Tonelli           | 4x100m wisselslag (m) | Goud      | serie 2: 2e in 3.48,94 finale: 1e in 3.45,70                         |
|                                                               |                       |           |                                                                      |
| Rosemary Brown                                                | 100m vrije slag (v)   | 16e       | serie 2: 5e in 59,35                                                 |
| Michelle Pearson                                              | 100m vrije slag (v)   | 13e       | serie 3: 4e in 58,90                                                 |
| Rosemary Brown                                                | 200m vrije slag (v)   | 10e       | serie 3: 3e in 2.04,59                                               |
| Karen Van de Graaf                                            | 200m vrije slag (v)   | 16e       | serie 2: 3e in 2.06,06                                               |
| Rosemary Brown                                                | 400m vrije slag (v)   | 13e       | serie 1: 6e in 4.21,36                                               |
| Michelle Ford                                                 | 400m vrije slag (v)   | 4e        | serie 3: 1e in 4.13,90 finale: 4e in 4.11,65                         |
| Rosemary Brown                                                | 800m vrije slag (v)   | 9e        | serie 2: 4e in 8.49,47                                               |
| Michelle Ford                                                 | 800m vrije slag (v)   | Goud      | serie 2: 2e in 8.42,36 finale: 1e in 8.28,90 (OR)                    |
| Lisa Forrest                                                  | 100m rugslag (v)      | 10e       | serie 2: 3e in 1.04,55                                               |
| Georgina Parkes                                               | 100m rugslag (v)      | 14e       | serie 1: 3e in 1.05,06                                               |
| Lisa Forrest                                                  | 200m rugslag (v)      | 7e        | serie 1: 1e in 2.15,40 finale: 7e in 2.16,75                         |
| Georgina Parkes                                               | 200m rugslag (v)      | 10e       | serie 2: 3e in 2.17,78                                               |
| Lisa Curry-Kenny                                              | 200m schoolslag (v)   | 14e       | serie 4: 5e in 2.39,42                                               |
| Lisa Curry-Kenny                                              | 100m vlinderslag (v)  | 5e        | serie 1: 3e in 1.02,92 finale: 5e in 1.02,40                         |
| Karen Van de Graaf                                            | 100m vlinderslag (v)  | 13e       | serie 2: 4e in 1.03,62                                               |
| Michelle Ford                                                 | 200m vlinderslag (v)  | Brons     | serie 3: 1e in 2.12,72 finale: 3e in 2.11,66                         |
| Karen Van de Graaf                                            | 200m vlinderslag (v)  | 11e       | serie 2: 4e in 2.17,82                                               |
| Lisa Curry-Kenny                                              | 400m wisselslag (v)   | 11e       | serie 3: 5e in 5.01,58                                               |
| Michelle Ford                                                 | 400m wisselslag (v)   | DNS       | niet gestart                                                         |
| Lisa Forrest                                                  | 400m wisselslag (v)   | DNS       | niet gestart                                                         |
| Rosemary Brown Lisa Curry Michelle Pearson Karen van de Graaf | 4x100m vrije slag (v) | 5e        | serie 2: 2e in 3.56,24 finale: 5e in 3.54,16                         |
| Rosemary Brown Lisa Curry Lisa Forrest Karen van de Graaf     | 4x100m wisselslag (v) | 6e        | serie 1: 2e in 4.23,33 finale: 6e in 4.19,90                         |

Afghanistan · Algerije · Andorra · Angola · Australië · België · Benin · Birma · Botswana · Brazilië · Bulgarije · Colombia · Congo-Brazzaville · Costa Rica · Cuba · Cyprus · Denemarken · Dominicaanse Republiek · Duitse Democratische Republiek · Ecuador · Ethiopië · Finland · Frankrijk · Griekenland · Groot-Brittannië · Guatemala · Guinee · Guyana · Hongarije · Ierland · IJsland · India · Irak · Italië · Jamaica · Joegoslavië · Jordanië · Kameroen · Koeweit · Laos · Lesotho · Libanon · Liberia · Libië · Luxemburg · Madagaskar · Mali · Malta · Mexico · Mongolië · Mozambique · Nederland · Nepal · Nicaragua · Nieuw-Zeeland · Nigeria · Noord-Korea · Oeganda · Oostenrijk · Peru · Polen · Portugal · Puerto Rico · Roemenië · San Marino · Senegal · Seychellen · Sierra Leone · Sovjet-Unie · Spanje · Sri Lanka · Syrië · Tanzania · Trinidad en Tobago · Tsjecho-Slowakije · Venezuela · Vietnam · Zambia · Zimbabwe · Zweden · Zwitserland